# Campeonato de Wimbledon 1947
La edición 61.º del Campeonato de Wimbledon se celebró  entre el 23 de junio y el 4 de julio de 1947 en las pistas del All England Lawn Tennis and Croquet Club de Wimbledon, Londres, Inglaterra.
El cuadro individual masculino lo iniciaron 128 jugadores mientras que el femenino  lo iniciaron 96 tenistas.

## Hechos destacados
En la competición individual masculina se impuso el americano Jack Kramer logrando el único título que obtendría en el torneo al imponerse en la final al americano Tom Brown.
En la competición individual femenina la victoria fue para la estadounidense Margaret Osborne duPont logrando el único título que obtendría en Wimbledon al imponerse a  la estadounidense Doris Hart.

## Palmarés
| Seniors              | Vencedor                    | Resultado     | Finalista                             | Finalista |
| -------------------- | --------------------------- | ------------- | ------------------------------------- | --------- |
| Individual masculino | Jack Kramer                 | 6–1, 6–3, 6–2 | Tom Brown                             |           |
| Individual femenino  | Margaret Osborne duPont     | 6–2, 6–4      | Doris Hart                            |           |
| Dobles masculino     | Bob Falkenburg Jack Kramer  | 8–6, 6–3, 6–3 | Tony Mottram Bill Sidwell             |           |
| Dobles femenino      | Doris Hart Patricia Todd    | 3–6, 6–4, 7–5 | Louise Brough Margaret Osborne duPont |           |
| Dobles mixto         | Louise Brough John Bromwich | 1–6, 6–4, 6–2 | Nancye Wynne Bolton Colin Long        |           |

## Cuadros Finales

### Torneo individual  femenino
| Predecesor: 1946                         | Campeonato de Wimbledon 1947 | Sucesor: 1948                                       |
| Predecesor: Torneo de Roland Garros 1947 | Grand Slam 1947              | Sucesor: Campeonato nacional de Estados Unidos 1947 |

- Datos: Q501884
- Multimedia: 1947 Wimbledon Championships / Q501884